# Моленная

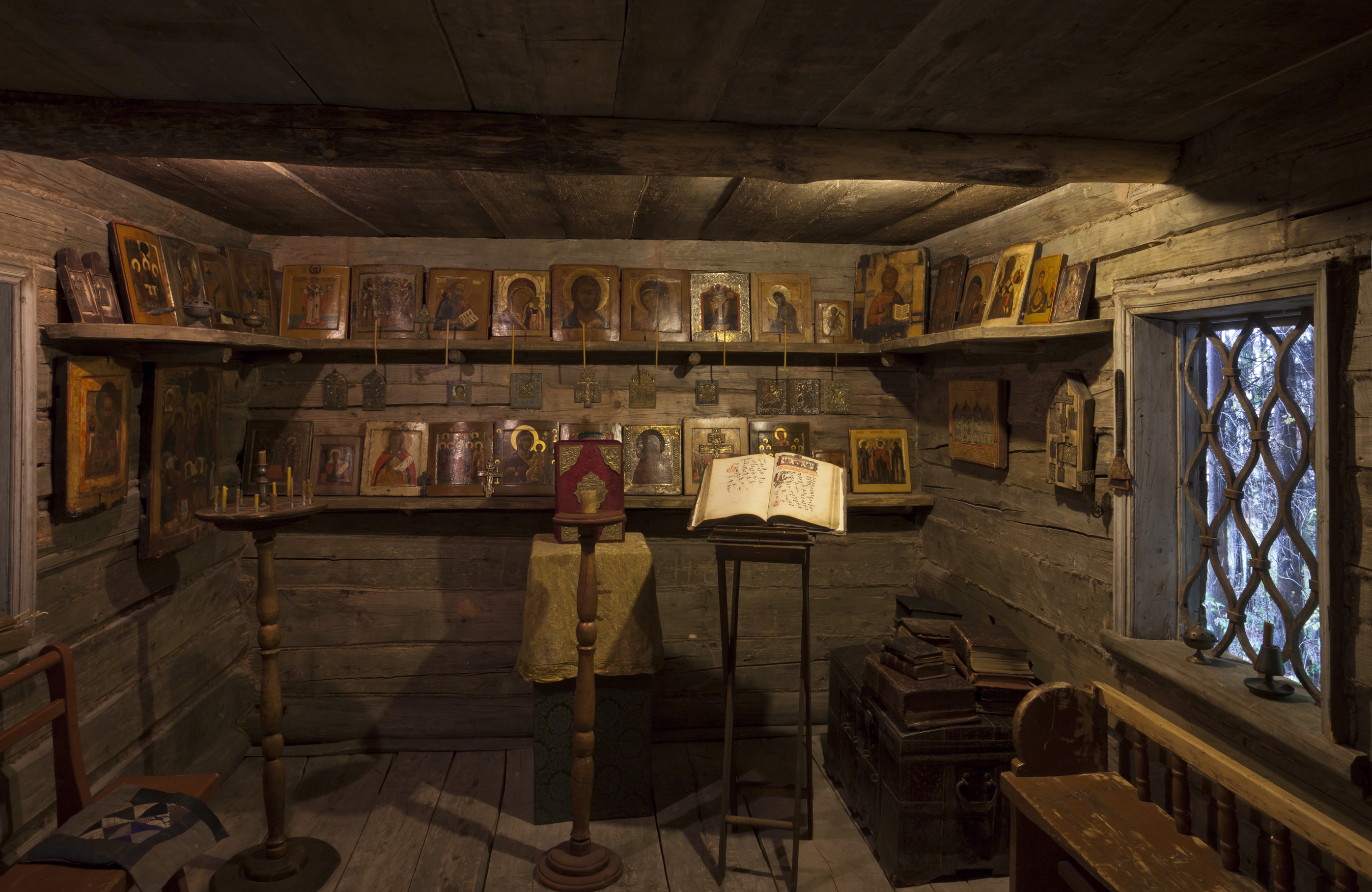
Моленная (Частный музей русской иконы)

Моле́нная в России (особенно у старообрядцев) — помещение для совершения богослужения, домашняя церковь. В царских хоромах моленная также называлась «крестовой комнатой».
Не имеет алтаря и не предназначена для совершения Литургии. В моленных обычно читали Часы, а также совершали праздничные богослужения и некоторые из церковных таинств. Богослужения в моленных совершаются как священнослужителями, так и мирянами (в объёме разрешённом церковным уставом).
Может располагаться в отдельном здании, имеющем вид часовни, а также и как отдельная комната в доме.

## Устройство моленной

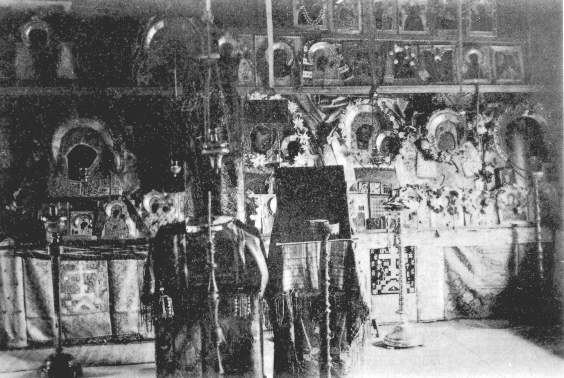
Моленная в Оленевском скиту
(фотография конца XIX века)

Одна стена моленной целиком занята иконостасом в несколько ярусов. Основой такого домашнего иконостаса были иконы Спасителя, Богородицы и Иоанна Крестителя. В нижнем ряду иконостаса размещались иконы «на поклоне», или «местные». Такие иконы устанавливались в специальных местах, откуда и название «местные». В нижний ряд ставились иконы, особо почитаемые хозяином дома: иконы тезоименитых ангелов и святых, благословенные иконы от родителей и родственников, ковчежцы со святыми мощами и т. д. «Местные» иконы украшались окладами и привесами: крестами, серьгами, кольцами, монетами и другими украшениями.
В крестовой комнате собиралась духовная история хозяина дома, начиная с креста-тельника, полученного при крещении. Постепенно такие предметы накапливались, и для их хранения требовалась отдельная комната. В этих комнатах также хранились свечи, зажжённые от святого огня, святая вода, монастырские меды, миро, ливан, ладан и т. д.

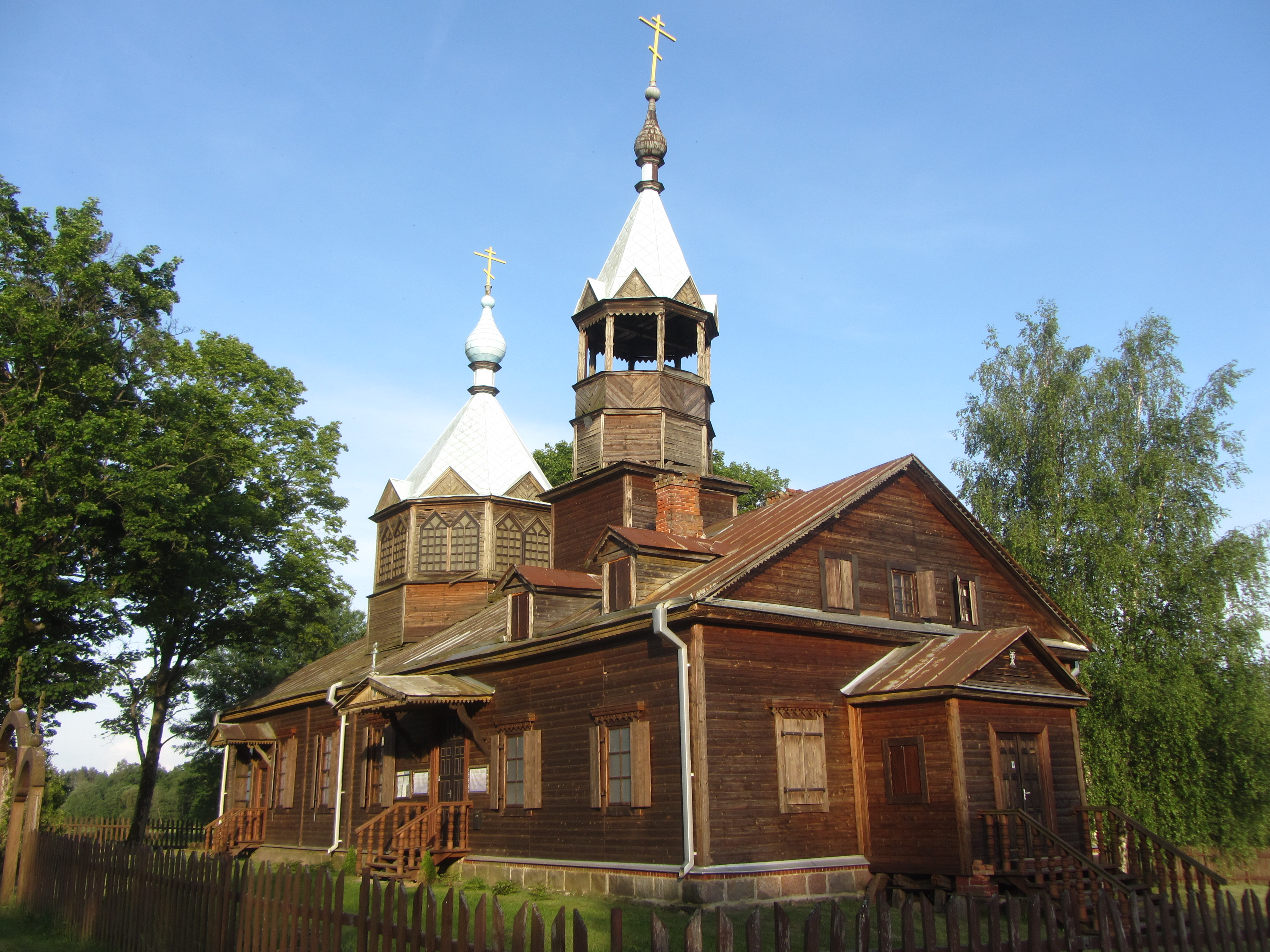
Действующая старообрядческая моленная старопоморского согласия 1694 года постройки

Русский религиозный писатель С. Н. Дурылин писал о моленной:

При первой возможности материальной древнерусский человек расширял свой «красный угол» до молельной, отводил ему лучшую горницу в доме, делал это «красное место» назначенным ни для каких дел, кроме дела молитвы, и не доступным ни для кого, кроме тех, кто пришёл туда помолиться. Он не дерзал касаться икон, но наблюдал в себе и других предварительно и строжайше чистоты духовной и физической. … «Моленная» обычно строилась не на виду, в месте более других утаённом, чтобы обеспечить это «красное место», красоту и сокровище всего дома от любопытного и праздного взора, от греховного глаза и помысла. «Моленная» в древнерусском доме была как бы кусок монастыря, перенесённый в мир. В миру, в других горницах может быть смех, вино, гнев, похоть, корысть и всё, что ими творимо в человеке и с человеком: всякий грех и порок; в монастыре домашнем, в расширенном красном углу, в моленной — ничему этому нет места. Всё оставляется за порогом сей красной горницы, всякая суета и грех, потому что здесь — красное «Божие милосердие». Всякий, входя туда, делается хоть на время, на часы молитвы, монахом. У старообрядцев даже меняют одежду мирскую на более строгую, полумонашескую, входя в моленную.

В Кремле на Казённом дворе была Образная палата, в которой хранилось всё, что не помещалось в крестовых комнатах царей, цариц и их детей. В конце царствования Алексея Михайловича в Образной палате хранилось 8200 икон, комнатные золотые кресты, складни, ковчежцы, коробочки и множество других предметов.
На других стенах моленной комнаты размещались иконы в малых иконостасцах и киотах. Перед иконами горели лампады. Перед иконостасом стояли аналои для чтения книг, как богослужебных, так и сочинений отцов Церкви. При молебных поклонах употребляли поклонные скамейки, или поклонные колодочки. В крестовой комнате хранились чётки и лестовки.
В царских крестовых комнатах на царском жаловании служили крестовые попы, или крестовые диаконы. Они, меняясь, читали, конаршили[что?], на клиросе пели. Это называлось «служить у крестов».